# Salla (Autriche)
Pour les articles homonymes, voir Salla.
Salla est une ancienne commune autrichienne du district de Voitsberg en Styrie.
Elle est aujourd'hui intégrée à la municipalité de Maria Lankowitz.